# Mayfair Witches (série de televisão)
Anne Rice's Mayfair Witches, ou simplesmente Mayfair Witches, é uma série de televisão americana de terror sobrenatural, suspense e drama criada por Esta Spalding e Michelle Ashford, baseada na trilogia de romances Lives of the Mayfair Witches de Anne Rice. A série é estrelada por Alexandra Daddario como Rowan Fielding, Harry Hamlin como Cortland Mayfair, Tongayi Chirisa como Ciprien Grieve e Jack Huston como Lasher.
Mayfair Witches é a segunda série de televisão ambientada no Immortal Universe, um universo compartilhado baseado nos romances de Rice, que começou em 2022 com Interview with the Vampire. A série estreou na AMC em 8 de janeiro de 2023. Em fevereiro de 2023, foi renovada para uma segunda temporada que estreou em 5 de janeiro de 2025.

## Premissa
A neurocirurgiã Dra. Rowan Fielding descobre que é herdeira de uma dinastia de bruxas poderosas assombradas por um espírito sinistro.

## Elenco e personagens

### Principal
- Alexandra Daddario como Rowan Fielding, uma neurocirurgiã que descobre que é a herdeira da dinastia Mayfair
- Tongayi Chirisa como Ciprien Grieve, um empata e agente da Talamasca designado para Rowan, e uma combinação dos personagens Michael Curry e Aaron Lightner dos romances[4]
- Jack Huston como Lasher, uma entidade poderosa e mutante que está ligada às bruxas Mayfair há séculos
- Harry Hamlin como Cortland Mayfair, o atual patriarca de Mayfair
- Ben Feldman como Sam "Lark" Larkin (2ª temporada),[5] ex-namorado de Rowan, CEO de uma startup de genética
- Alyssa Jirrels como Moira Mayfair (2ª temporada),[6] prima de Rowan que tem o poder de ler mentes.

### Recorrente
- Beth Grant como Carlotta Mayfair, tia severa e controladora de Deirdre e irmã de Cortland

- Erica Gimpel como Elena Fielding,[7] mãe adotiva de Rowan, secretamente uma prima de Mayfair que está ciente da conexão de Rowan com a família
- Annabeth Gish como Deirdre Mayfair, mãe biológica de Rowan, uma inválida atormentada pelo manipulador Lasher
- Geraldine Singer como Millie Mayfair, a outra irmã de Cortland
- Hannah Alline como Suzanne, uma curandeira em 1681 em Donnelaith, Escócia, e ancestral das bruxas Mayfair
- Ravi Naidu como Samir, superior de Ciprien na Talamasca
- Jen Richards como Josephine "Jojo" Mayfair, filha de Cortland
- Keyara Milliner como Odette Grieve, irmã de Ciprien
- Dennis Boutsikaris como Albrecht, o líder local da Talamasca
- Charlayne Woodard como Dolly Jean Mayfair, prima de Cortland
- Suleka Mathew como Arjuna, uma curandeira Talamasca
- Ted Levine como Julien Mayfair (2ª temporada),[6] pai de Cortland e Carlotta
- Mariana A. Novak como Polina Vilkov (2ª temporada), uma agente da Talamasca

Além disso, Madison Wolfe faz uma participação especial como Tessa, uma jovem prima Mayfair de Rowan, Emma Rose Smith coestrela como Florie, a irmã mais nova de Suzanne, enquanto Ian Hoch coestrela como Keith Murfis, um legista e observador dos Mayfairs que se envolve com um culto antibruxas.

## Produção

### Desenvolvimento
Os direitos de desenvolvimento da série de livros Lives of the Mayfair Witches de Anne Rice ainda eram detidos pela Warner Bros em dezembro de 2019, quando Rice começou a comprar um pacote combinando direitos de filme e TV para The Vampire Chronicles e Mayfair Witches. Rice estava supostamente pedindo cerca de US$ 30 a US$ 40 milhões, mais uma compra de US$ 2,5 milhões dos direitos da Warner Bros., e o novo proprietário manteria os direitos perpetuamente, não apenas como uma opção. Em maio de 2020, foi anunciado que a AMC havia adquirido os direitos de The Vampire Chronicles e Lives of the Mayfair Witches para o desenvolvimento de projetos de cinema e televisão. Anne e Christopher Rice atuariam como produtores executivos em quaisquer projetos desenvolvidos. Rice disse: "Sempre foi meu sonho ver os mundos das minhas duas maiores séries unidos sob um único teto para que os cineastas pudessem explorar o universo expansivo e interconectado dos meus vampiros e bruxas. Esse sonho agora é uma realidade, e o resultado é um dos negócios mais significativos e emocionantes da minha longa carreira."
Em dezembro de 2021, o Deadline Hollywood relatou que Mayfair Witches, de Anne Rice, havia recebido uma encomenda de uma série de oito episódios da AMC, com outra série de Rice, Interview with the Vampire, já em produção na rede. Mayfair Witches será escrito e produzido por Esta Spalding e Michelle Ashford, e produzido por Mark Johnson. Spalding e Ashford disseram: "O mundo das bruxas fascina e aterroriza há séculos, e ainda assim a lente particular de Anne Rice sobre as bruxas explorou algo totalmente novo — mulheres que são poderosas, e muitas vezes brutais, e sempre comprometidas em subverter nossas atuais estruturas de poder." Johnson acrescentou: "Minha boa sorte como produtora executiva de Interview with the Vampire, de Anne Rice agora foi mais que dobrada com o que Esta Spalding e Michelle Ashford estão imaginando com The Mayfair Witches. Embora ambos os programas não pudessem ser mais diferentes, eles, no entanto, se encontram presos sob o mesmo guarda-chuva fascinante e envolvente." Em janeiro de 2023, na turnê de imprensa do TCA da AMC, Johnson anunciou que um crossover entre Mayfair Witches e Interview with the Vampire está em discussões. Em 3 de fevereiro de 2023, a AMC renovou a série para uma segunda temporada.

### Elenco
Em março de 2022, a Variety informou que Alexandra Daddario havia sido escalada para o papel principal da Dra. Rowan Fielding. Dan McDermott, presidente de entretenimento e AMC Studios da AMC Networks, disse: "Alexandra é um talento singular que iluminou a tela em tudo o que fez e não poderíamos estar mais felizes em tê-la a bordo, liderando o elenco de uma série que será a peça central de um universo em expansão de Anne Rice na AMC+ e AMC. Encontramos nossa Rowan e mal podemos esperar para que ela conheça os espectadores no final deste ano". Harry Hamlin se juntou ao elenco no mesmo mês como o patriarca Cortland Mayfair. Em abril de 2022, a AMC anunciou a escalação da personagem regular da série Tongayi Chirisa como Ciprien Grieve, bem como Annabeth Gish como Deirdre Mayfair, Beth Grant como Carlotta Mayfair, Erica Gimpel como Ellie Mayfair e Jen Richards como Jojo, em papéis recorrentes. Em maio de 2022, Jack Huston foi escalado como Lasher, descrito como um dos "personagens mais misteriosos e sensuais de Rice - uma entidade poderosa e mutante que está ligada às bruxas Mayfair há centenas de anos".
Alyssa Jirrels entrou na segunda temporada como personagem regular, interpretando a prima de Rowan, Moira Mayfair. Ela é descrita como uma leitora de mentes, "que culpa a família e Lasher pela morte de sua irmã Tessa". Ted Levine foi escalado para um papel recorrente como Julien Mayfair, pai de Cortland e Carlotta, e "um mestre manipulador". Thora Birch estrela convidada como Gifford Mayfair, "uma leitora de cartas de tarô autodepreciativa". Ben Feldman foi escalado como Sam Larkin, o CEO de uma startup de genética e ex-namorado de Rowan.

### Filmagem
As filmagens da primeira temporada de Mayfair Witches ocorreram em Nova Orleans de 25 de abril a 26 de agosto de 2022. A segunda temporada estava programada para ser filmada de 29 de janeiro a 5 de abril de 2024.

## Episódios

### Visão geral da série
| Temporada | Temporada | Episódios | Episódios | Originalmente exibido | Originalmente exibido   |
| Temporada | Temporada | Episódios | Episódios | Estreia da temporada  | Final da temporada      |
| --------- | --------- | --------- | --------- | --------------------- | ----------------------- |
|           | 1         | 8         | 8         | 8 de janeiro de 2023  | 26 de fevereiro de 2023 |
|           | 2         | 8         | 8         | 5 de janeiro de 2025  | 2 de março de 2025      |

### Temporada 1 (2023)
| N.º na série | N.º na temp. | Título                    | Dirigido por      | Escrito por                      | Exibição original       | Audiência U.S. (milhões) |
| --- | ------------ | ------------------------- | ----------------- | -------------------------------- | ----------------------- | ------------------------ |
| 1 | 1            | "The Witching Hour"       | Michael Uppendahl | Michelle Ashford & Esta Spalding | 8 de janeiro de 2023    | 0.577                    |
| A neurocirurgiã pediátrica de São Francisco, Dra. Rowan Fielding, descobre que o câncer de sua mãe adotiva, Elena, retornou. Quando o cirurgião-chefe de Rowan se recusa a ajudá-la a colocar Elena em um teste clínico, ela visualiza as artérias dentro de sua cabeça, e ele desmaia. A crença de Rowan de que ela de alguma forma causou o incidente é descartada por Elena, que secretamente faz uma ligação para a Talamasca pedindo ajuda. O empata Ciprien Grieve, o agente da Talamasca designado para Rowan, tranquiliza Elena de que "o homem" continua em Nova Orleans. Rowan perde a paciência, e desta vez o homem com quem ela está discutindo morre. Em Nova Orleans, o Dr. Vernon Lamb secretamente retém Thorazine de uma Deirdre Mayfair catatônica para que ele possa dar a sua nova paciente um exame psiquiátrico adequado. Elena morre, e a entidade Lasher, ligada a Deirdre, aparece para Rowan. No passado, a jovem Deirdre é protegida de perto por sua severa tia Carlotta, mas o patriarca de Mayfair, Cortland, contrata um jovem para seduzi-la. Ela engravida e é salva do suicídio pelo "homem", uma entidade conhecida pelos Mayfairs como Lasher. Deirdre dá à luz, mas Carlotta entrega o bebê Rowan para sua sobrinha, Elena, com instruções estritas para desaparecer com a criança e nunca mais retornar.                                                                     |              |                           |                   |                                  |                         |                          |
| 2 | 2            | "The Dark Place"          | Michael Uppendahl | Michael Goldbach                 | 15 de janeiro de 2023   | 0.584                    |
| Rowan, em luto, descobre que Elena mentiu sobre tentar encontrar seus pais biológicos, e piora ainda mais. Embora instruído pela Talamasca a vigiar apenas Rowan, Ciprien se aproxima dela e promete respostas quando o caos ao redor dela aumenta. Ele a toca e desmaia devido ao choque empático. Rowan olha através de seu telefone e vê fotos de Deirdre e Elena. Ciprien acorda na ambulância e foge. Rowan segue para Nova Orleans assim que Deirdre acorda, fingindo catatonia para Carlotta. O Dr. Lamb promete ajudar a libertá-la, mas Deirdre não pode esperar. Lasher, que foi mantido intimamente ligado a Deirdre devido ao seu estado drogado, assegura-a de que sua filha está viva e vindo até ela. A empregada doméstica de Mayfair, Delphine, deixa Deirdre escapar para Cortland, onde ela usa magia para ver a localização de Rowan através dos olhos de Lasher. Carlotta fica chocada quando uma lúcida Deirdre entra no Pontchartrain Hotel. Deirdre descarta a tentativa de Carlotta de trazê-la para casa, lembrando Carlotta que se ela está acordada, Lasher também está. Ciprien combina de encontrar Rowan no hotel. A caminho do saguão para encontrá-lo, um elevador se abre e Rowan fica cara a cara com Deirdre, que de repente desmaia, com a garganta cortada. |              |                           |                   |                                  |                         |                          |
| 3 | 3            | "Second Line"             | Axelle Carolyn    | Sarah Cornwell                   | 22 de janeiro de 2023   | 0.562                    |
| Após a morte de Deirdre, Rowan coberto de sangue rejeita Carlotta e sai do hotel com Ciprien. Ele conta a ela sobre si mesmo, a Talamasca e Lasher. Carlotta e sua irmã Millie decidem fazer um velório para Deirdre para atrair Rowan até elas. Lasher vingativo chega até Cortland, que o lembra que Rowan é a 13ª bruxa de Mayfair. Carlotta tranca Delphine no porão com o colar de chaves de joias que ligava Lasher a Deirdre. Rowan conhece a irmã grávida de Ciprien, Odette. Rowan recebe uma bebida com álcool em um funeral de rua parecido com um carnaval. Isso permite que Lasher vá até ela como um estranho atraente e misterioso. Mais tarde, ele se passa por Deirdre, mas Rowan não se deixa enganar por muito tempo. Lasher mata Delphine fazendo-a bater a cabeça contra a parede do porão para se libertar dela. Ciprien toca no corpo morto de Deirdre no necrotério e tem uma visão de um homem entrando no elevador com ela. |              |                           |                   |                                  |                         |                          |
| 4 | 4            | "Curiouser and Curiouser" | Axelle Carolyn    | Lindsey Villarreal               | 29 de janeiro de 2023   | 0.530                    |
| Carlotta encontra o corpo de Delphine, mas o colar está faltando. Rowan e Ciprien comparecem ao funeral de Deirdre. Na casa Mayfair na First Street, Carlotta confessa que mandou Rowan embora para salvá-la de Lasher. A Talamasca encontra o homem contratado para matar Deirdre, mas Lasher o tortura e depois o mata. Rowan conhece alguns de seus parentes e descobre pela filha de Cortland, Jojo, que ela é a "designada", a herdeira Mayfair. Jojo explica que havia 12 antes de Rowan e mostra a ela 12 pinturas dessas mulheres usando o colar de chave. Cortland encoraja Rowan a falar com Lasher. Carlotta fica chateada ao ver Rowan usando o colar de Lasher e faz uma criada trancar a si mesma e Rowan na sala de jantar com as pinturas. Ela profere uma oração de exorcismo e incendeia a sala. Ciprien arromba a porta, mas é esfaqueada por Carlotta, que estava mirando em Rowan. Lasher aparece para uma Carlotta temerosa, declarando que Rowan já é dele. |              |                           |                   |                                  |                         |                          |
| 5 | 5            | "The Thrall"              | Haifaa Al-Mansour | Sean Reycraft                    | 5 de fevereiro de 2023  | 0.574                    |
| Ciprien e Rowan estão desorientados e presos na casa da First Street pela magia de Lasher. O ferimento de faca de Ciprien infeccionou, mas Rowan não consegue sair da casa. Lasher distrai Rowan indo até ela na forma de um Ciprien curado, mas o feitiço é quebrado quando ela percebe que ele não está usando luvas, como Ciprien faria. Ciprien tem uma visão de seu antecessor Stuart Townsend, um agente da Talamasca que havia sido designado para a mãe de Deirdre, Antha Mayfair, mas desapareceu. Stuart avisa Ciprien para não morrer na casa de Mayfair, ou Lasher o prenderá lá para sempre. Rowan vê uma Millie perturbada, que é revelada como um fantasma, e leva Rowan até o corpo de Delphine no porão. Rowan promete a Lasher que ficará com ele se ele libertar Ciprien, o que ele faz. Odette encontra um Ciprien moribundo em seu apartamento, e Samir, o superior de Ciprien na Talamasca, traz um curandeiro para salvá-lo. Rowan resiste às maquinações de Lasher e liberta Carlotta da suspensão. Ela então leva Rowan para uma sacada e diz que a única maneira de escapar de Lasher é cometer suicídio. Rowan percebe que Carlotta matou Antha (ou pelo menos a encorajou a pular da sacada também) e usa seus poderes com raiva para forçar Carlotta a pular da sacada para a morte.                                                                                                   |              |                           |                   |                                  |                         |                          |
| 6 | 6            | "Transference"            | Haifaa Al-Mansour | Mary Angélica Molina             | 12 de fevereiro de 2023 | 0.274                    |
| Tessa Mayfair conta a Rowan sobre uma conspiração crescente contra bruxas como elas e encoraja Rowan a usar seus novos poderes. Rowan não quer ter nada a ver com isso. Ela busca conselhos de Cortland sobre como se livrar de Lasher e percebe que Cortland tem ELA. Cortland acha que sua prima Dolly Jean Mayfair pode saber como Lasher foi transferido de Mary Beth Mayfair para seu irmão Julien, pai de Cortland. O homem no necrotério rouba o coração de Deirdre e o dá ao culto anti-bruxa. Ciprien toca o colar de Lasher e tem uma visão da ancestral Mayfair Suzanne, uma curandeira, julgada como bruxa em 1681 em Donnelaith, Escócia, pelo Witchfinder. Como último recurso, ela usa "palavras perversas" de poder, que invocam Lasher. Ele atordoa Cip e, em seguida, estrangula o Witchfinder com seu próprio colar de chaves com joias. Por fim, ele dá a Suzanne a chave para destrancar sua gaiola. Jojo e Dolly Jean reúnem Tessa, Alicia e outras mulheres Mayfair para realizar um ritual que emprega uma boneca fetiche feita de ossos ou cabelos de cada designado, incluindo Deirdre. Palavras especiais de poder chamam Lasher, e Rowan engasga o colar da chave. As mulheres acreditam que Lasher escolheu Tessa como sucessora de Rowan e o colar é colocado nela. Perder o colar aprisiona Ciprien no passado. O culto anti-bruxa sequestra Tessa, e Lasher não vem em seu auxílio. |              |                           |                   |                                  |                         |                          |
| 7 | 7            | "Tessa"                   | Alexis Ostrander  | Sarah Cornwell & Esta Spalding   | 19 de fevereiro de 2023 | 0.490                    |
| Rowan percebe que está grávida. O culto mantém Tessa em uma gaiola como sua prisioneira em uma antiga fábrica de peças de automóveis. Ela tenta usar seu poder para coagir um deles, Keith, a destrancá-la, mas falha. Rowan procura Tessa, mas descobre que ela está desaparecida. Os Mayfairs convocam um scry para encontrá-la. Rowan se sente responsável pela situação de Tessa, mas se recusa a tentar convocar Lasher para ajudá-los. Lasher diz a Ciprien que ele nunca escapará da visão, mas Ciprien se envenena com meimendro e acorda no presente. Ciente de que Rowan está grávida, Cortland liga para seu associado, o líder da Talamasca, Albrecht, que impede Ciprien de intervir. Albrecht explica que Rowan está prestes a fazer uma escolha que cumprirá uma antiga profecia e iniciará "uma nova era". Enquanto os cultistas ameaçam queimar Tessa viva, Rowan chega e começa a matá-los. Rowan é baleado, mas salva Tessa das chamas. Keith aparece e atira em Tessa, ferindo-a mortalmente. Rowan coloca o colar e liga para Lasher. |              |                           |                   |                                  |                         |                          |
| 8 | 8            | "What Rough Beast"        | Alexis Ostrander  | Esta Spalding                    | 26 de fevereiro de 2023 | 0.443                    |
| Comandado por um Rowan ferido, Lasher queima Keith vivo. Cortland se recusa a contar a Jojo a verdade por trás de sua obsessão por Rowan. Ciprien descobre que Cortland ordenou o assassinato de Deirdre, e qualquer traço psíquico na cena do crime foi apagado pela Talamasca. Lasher atrai Rowan para uma visão, onde ela descobre que pode curar a si mesma e aos outros, e eles fazem sexo. Depois que Odette liga para a Talamasca procurando por Ciprien desaparecida, eles apagam suas memórias de eventos recentes. Ciprien toca uma máscara de propriedade de Cortland, descobrindo que Cortland estuprou Deirdre e gerou Rowan. Jojo fica horrorizada e leva Ciprien para a casa da First Street. Ele toca na boneca fetiche designada, tendo uma visão da profecia de Lasher, "a 13ª bruxa é a porta". Enquanto Rowan está presa na visão contando até a meia-noite, "a hora das bruxas", sua gravidez acelerou e Cortland leva seu corpo inconsciente para o mausoléu de Mayfair. Rowan acorda com o conhecimento de que Lasher renascerá por meio de seu filho. Ela entra em trabalho de parto, e o espírito de Suzanne ajuda a dar à luz o bebê. Rowan transforma Cortland em pedra por estuprar Deirdre. Ciprien tenta levar a criança, mas Rowan vai embora com seu bebê. |              |                           |                   |                                  |                         |                          |

### Temporada 2 (2025)
| N.º na série | N.º na temp. | Título              | Dirigido por   | Escrito por                    | Exibição original       | Audiência U.S. (milhões) |
| --- | ------------ | ------------------- | -------------- | ------------------------------ | ----------------------- | ------------------------ |
| 9 | 1            | "Lasher"            | Colin Bucksey  | Esta Spalding                  | 5 de janeiro de 2025    | 0.249                    |
| Rowan, agora possuindo a maioria dos poderes de Lasher, tenta "criá-lo", mas fica frustrada com seu enorme apetite, força prodigiosa e seu crescimento incrivelmente rápido. Depois de adquirir um pouco de seu sangue, ela secretamente realiza testes genéticos. No processo, ela descobre que seu poder de cura também foi supercarregado e diz a JoJo que aceitará um emprego no hospital da família Mayfair. Dolly Jean encoraja o crescimento de Lasher e protege ele e Rowan de Moira, a irmã leitora de mentes de Tessa que culpa Lasher pela morte de Tessa. Ciprien toma medidas para evitar que sua memória seja apagada novamente, mas descobre que a Talamasca agora deseja capturar Lasher e quer que ele lidere a operação. Quando ele tem cerca de uma semana de idade, Lasher se torna um adolescente e tenta fazer sexo com uma garota em um festival de rua, mas a mata no processo. Rowan se desfaz com tristeza do corpo, que é revelado ser de um primo Mayfair, e tranca Lasher no porão, mas ele escapa logo após atingir a maturidade total. |              |                     |                |                                |                         |                          |
| 10 | 2            | "Ten of Swords"     | Logan Kibens   | Sarah Cornwell                 | 12 de janeiro de 2025   | 0.330                    |
| Rowan está se recuperando da morte de Gifford, determinado a encontrar Lasher antes que ele possa machucar mais alguém. Enquanto isso, Lasher, agora totalmente humano, luta contra seus próprios desejos, que saem perigosamente do controle, levando a encontros mortais com as mulheres Mayfair. Ciprien se junta a Moira Mayfair, que está desesperada por respostas sobre Lasher e a história sombria de sua família. Rowan contempla libertar Cortland, que permanece preso em sua forma de pedra. Dentro desse confinamento, ele suporta visões atormentadoras de seu pai, Julien, que o repreende por seus fracassos percebidos. |              |                     |                |                                |                         |                          |
| 11 | 3            | "Cover the Mirrors" | Logan Kibens   | Megan Mostyn-Brown             | 19 de janeiro de 2025   | 0.264                    |
| 12 | 4            | "Double Helix"      | Sarah O'Gorman | Cat Davidson                   | 26 de janeiro de 2025   | 0.215                    |
| 13 | 5            | "Julien's Victrola" | Sarah O'Gorman | Sean Reycraft                  | 2 de fevereiro de 2025  | 0.231                    |
| 14 | 6            | "Michaelmas"        | Logan Kibens   | Sarah Cornwell                 | 16 de fevereiro de 2025 | 0.179                    |
| 15 | 7            | "A Tangled Web"     | Logan Kibens   | Mark Lafferty                  | 23 de fevereiro de 2025 | 0.307                    |
| 16 | 8            | "The Innocents"     | Logan Kibens   | Brandon Martin & Esta Spalding | 2 de março de 2025      | 0.217                    |

## Lançamento
Assim como Interview with the Vampire, a série estreou no AMC+ e na rede linear AMC, com lançamentos previstos para o final de 2022 e depois 5 de janeiro de 2023. A primeira temporada estreou em 8 de janeiro de 2023, e consiste em oito episódios. A segunda temporada estreou em 5 de janeiro de 2025.
Na Austrália, a ABC Television estreou a série em seu canal aberto, bem como no serviço de streaming ABC iview em 5 de maio de 2023, junto com Interview with the Vampire.

## Recepção

### Resposta crítica
Para a primeira temporada, o site agregador de críticas Rotten Tomatoes relatou uma taxa de aprovação de 44%, com uma classificação média de 5,9/10, com base em 36 avaliações de críticos. O consenso dos críticos do site diz: "Mayfair Witches tem um brilho competente e uma liderança simpática em Alexandra Daddario, mas esta mistura é composta de muitos elementos derivados para conjurar um feitiço convincente próprio." O Metacritic, que usa uma média ponderada, atribuiu uma pontuação de 47 de 100 com base em 13 críticos, indicando "avaliações mistas ou médias". No Rotten Tomatoes, a segunda temporada tem uma taxa de aprovação de 71% com uma classificação média de 6,9/10, com base em 7 avaliações críticas.

### Classificações

#### Temporada 1
| № | Título                    | Exibição original       | Rating/share (18–49) | Audiência (em milhões) | DVR (18–49) | Audiência em DVR (milhões) | Total (18–49) | Audiência total (em milhões) |
| - | ------------------------- | ----------------------- | -------------------- | ---------------------- | ----------- | -------------------------- | ------------- | ---------------------------- |
| 1 | "The Witching Hour"       | 8 de janeiro de 2023    | 0.11                 | 0.577                  | N/A         | N/A                        | N/A           | 1.7                          |
| 2 | "The Dark Place"          | 15 de janeiro de 2023   | 0.11                 | 0.584                  | N/A         | N/A                        | N/A           | N/A                          |
| 3 | "Second Line"             | January 22, 2023        | 0.06                 | 0.562                  | N/A         | N/A                        | N/A           | N/A                          |
| 4 | "Curiouser and Curiouser" | 29 de janeiro de 2023   | 0.07                 | 0.530                  | N/A         | N/A                        | N/A           | N/A                          |
| 5 | "The Thrall"              | 5 de fevereiro de 2023  | 0.10                 | 0.574                  | N/A         | N/A                        | N/A           | N/A                          |
| 6 | "Transference"            | 12 de fevereiro de 2023 | 0.06                 | 0.274                  | N/A         | N/A                        | N/A           | N/A                          |
| 7 | "Tessa"                   | 19 de fevereiro de 2023 | 0.11                 | 0.490                  | N/A         | N/A                        | N/A           | N/A                          |
| 8 | "What Rough Beast"        | 26 de fevereiro de 2023 | 0.08                 | 0.443                  | N/A         | N/A                        | N/A           | N/A                          |

#### Temporada 2
| № | Título              | Exibição original       | Rating/share (18–49) | Audiência (em milhões) |
| - | ------------------- | ----------------------- | -------------------- | ---------------------- |
| 1 | "Lasher"            | 5 de janeiro de 2025    | 0.02                 | 0.249                  |
| 2 | "Ten of Swords"     | 12 de janeiro de 2025   | 0.05                 | 0.330                  |
| 3 | "Cover the Mirrors" | 19 de janeiro de 2025   | 0.04                 | 0.264                  |
| 4 | "Double Helix"      | 26 de janeiro de 2025   | 0.02                 | 0.215                  |
| 5 | "Julien's Victrola" | 2 de fevereiro de 2025  | 0.02                 | 0.231                  |
| 6 | "Michaelmas"        | 16 de fevereiro de 2025 | 0.02                 | 0.179                  |
| 7 | "A Tangled Web"     | 23 de fevereiro de 2025 | 0.05                 | 0.307                  |
| 8 | "The Innocents"     | 2 de março de 2025      | 0.02                 | 0.217                  |